# クリーブランド・フォレストシティーズ

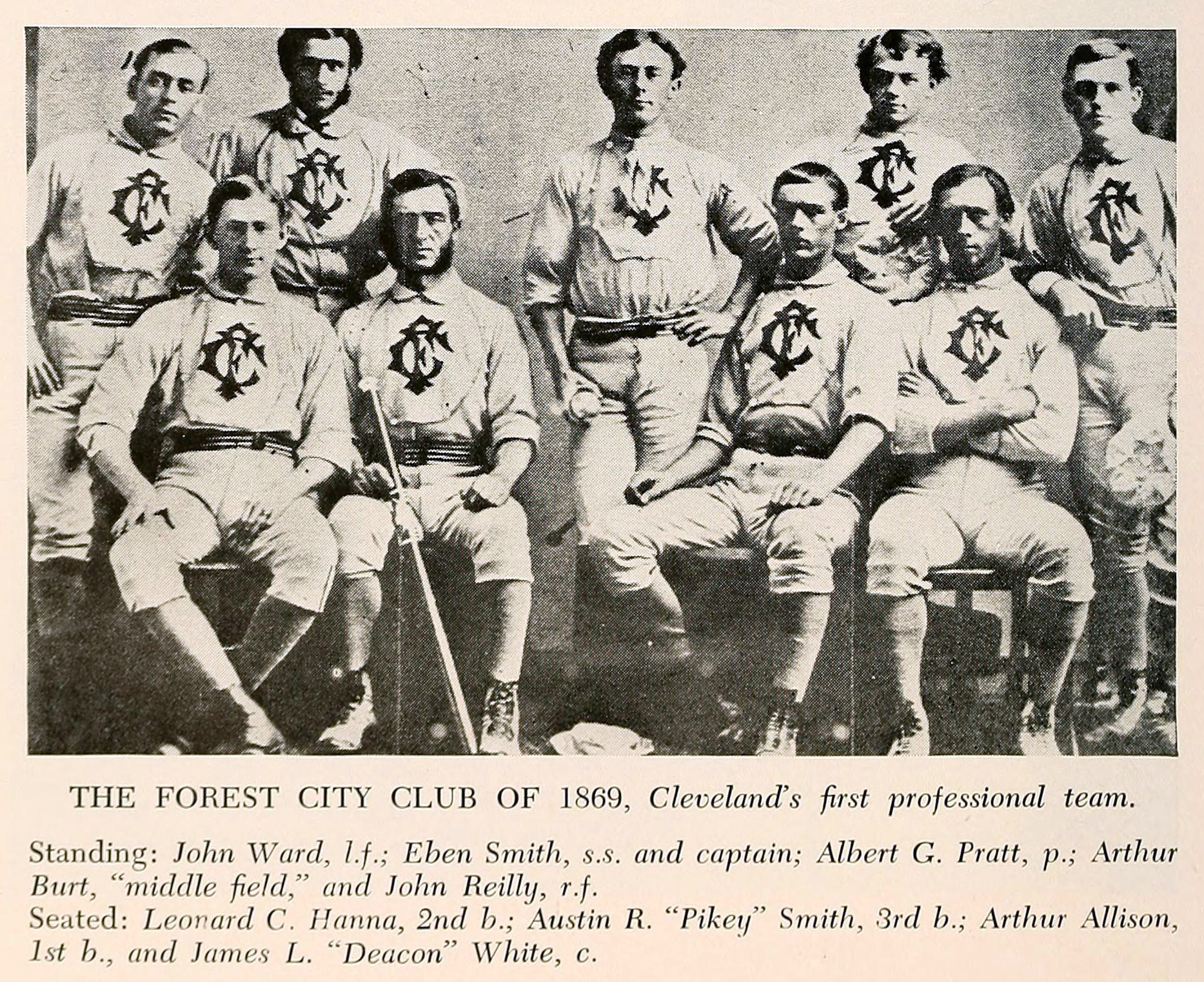
1869年

クリーブランド・フォレストシティーズ（Cleveland Forest Citys）は、1871年から1872年まで、アメリカ合衆国オハイオ州クリーブランドを本拠地とし、ナショナル・アソシエーションに所属していたプロ野球チーム。

## 球団史
1865年、クリーブランドに創設された『フォレストシティ・ベースボール・クラブ』というアマチュアチームが母体。1868年頃には150人ほどの登録メンバーがいて、地元では名の知れたチームだった。1868年6月24日にフィラデルフィア・アスレチックス (現在のオークランド・アスレチックスとは別の球団)との対抗戦を行った記録があり、この時は11-85と大敗している。
その後チームはプロ化を目指し、アーサー・アリソン、アル・プラット、ディーコン・ホワイトらの数人のプロ選手を所属させ、チームの約半数がプロ、半数がアマチュアというメンバー構成になった。1869年6月2日には、クリーブランドで初めてのプロ同士による野球の試合を、約2000人の観客を集めて行っている。対戦相手は当時無敵を誇っていたシンシナティ・レッドストッキングスで、チームは6-25のスコアで敗れた。
フォレストシティーズは、その後1871年から始まったプロ野球リーグ「ナショナル・アソシエーション」に加盟、フォートウェイン・ケキオンガスと記念すべきリーグ最初の試合を行ったが、この試合も0-2で敗れ、『アメリカのプロ野球リーグ史上最初の敗者』となってしまった。この年、以前から所属していたプロ選手達は活躍したが、10勝19敗の成績に終わる。翌1872年は6勝しかできず、チームは同年リーグを脱退した。
なお後年、クリーブランド・ブルースという球団が1879年からナショナルリーグで活動しているが、この球団も「フォレストシティーズ」と呼ばれることがあった。

## 戦績
※1871年以降。順位は勝利数による。
| 年度   | リーグ | 試合 | 勝利 | 敗戦 | 勝率 | 順位 | 監督                                            | 本拠地                       |
| ------ | ------ | ---- | ---- | ---- | ---- | ---- | ----------------------------------------------- | ---------------------------- |
| 1871年 | NA     | 29   | 10   | 19   | .345 | 7位  | チャーリー・ペイバー                            | National Association Grounds |
| 1872年 | NA     | 22   | 6    | 16   | .273 | 7位  | スコット・ヘースティングス ディーコン・ホワイト | National Association Grounds |

## 所属した主な選手
- ディーコン・ホワイト：1872年に打率.339を記録。
- エズラ・サットン：1871年に打率.352を記録。チームの通算得点記録を持つ。
- アル・プラット：1871年に最多奪三振34を記録。プロ経歴は2年のみ。

## 主な球団記録
- 通算安打数：84（ディーコン・ホワイト）
- 通算打点数：43（ディーコン・ホワイト）
- 通算得点数：65（エズラ・サットン）
- 通算勝利数：12（アル・プラット）
- 通算奪三振：41（アル・プラット）